# 海迪·穆爾西
海迪·穆爾西（Haydy Morsy，1999年9月20日—）是一名埃及現代五項運動員。她曾獲得非洲現代五項錦標賽女子個人冠軍。她也參加了2016年里約奧運，獲得第35名。

## 外部連結
- UIPM